# Virgile Rossel
Pour les articles homonymes, voir Rossel.
Virgile Rossel est un homme politique suisse né à Tramelan, le 19 mars 1858 et mort à Lausanne, le 29 mai 1933. Il était à la fois un juriste, un historien, un poète, un romancier, un juge, un professeur et un homme politique.

## Biographie
Virgile Rossel, fils de Julien Rossel et d'Elise Vuilleumier, était, semble-t-il, un descendant d'émigrés français. Sa mère décède alors qu'il a 5 ans. Il suit l'école à Tramelan, puis à Bümpliz (actuel quartier de Berne) dès 12 ans. Il entre en 1871 (directement en 2e année) à l'Ecole cantonale de Porrentruy, où il a comme professeur l'écrivain Robert Caze. Il y obtient la maturité littéraire en août 1876. La même année, il commence des études universitaires de philologie ancienne et moderne puis, sur l'insistance de son père, de droit. Il étudie à Leipzig, Berne et Strasbourg. Après son doctorat en droit, obtenu à Berne en 1879, il écrit une thèse sur les traités d'extradition de la Suisse. Ensuite, il fréquente pendant quelques mois la faculté de droit de Paris avant d'effectuer un stage d'avocat à Delémont, dans l'étude de Me Bailat. Il obtient la patente en 1881 et pratique le barreau à Courtelary. En parallèle, il commence sa collaboration comme chroniqueur littéraire avec le journal le Démocrate. En 1883, il abandonne le droit pour l'enseignement et est nommé professeur de droit civil à l'Université de Berne, puis professeur ordinaire de droit français en 1886. Il sera le recteur de l'Université de Berne à deux reprises (1894-1895 et 1907-1908). Sa carrière professorale le contraint à réduire momentanément sa production littéraire.
Le 27 septembre 1883, il épouse Hortense Houriet, fille de Me Henri Houriet, qu'il a connue à Courtelary. Il aura 7 enfants, dont Jean, qui succédera à son père au Tribunal fédéral, et André, juge cantonal à Lausanne de 1953 à 1963.
Parmi les gros problèmes de la politique suisse de la deuxième moitié du XIXe siècle figurait la codification du droit en général et du droit civil en particulier. L'abrogation de 25 codes civils cantonaux, tous différents les uns des autres par leurs conceptions, leurs institutions du droit de famille et des droits réels, et leur remplacement par une œuvre d'ensemble de caractère suisse et fondée sur la structure libérale de l'État, telle était la grande tâche politique de l'époque. Virgile Rossel collabore avec Eugène Huber (chargé par le Conseil fédéral d'élaborer un projet de code nouveau) à la rédaction et à la traduction du Code civil suisse et du Code des obligations. Approuvé par les Chambres fédérales en 1907, le Code civil suisse entre en vigueur en 1912.
De convictions libérales, Virgile Rossel s'engage dans la politique: il est secrétaire francophone de la Constituante bernoise de 1883 à 1884. De mars 1896 à mars 1912, il est un des représentants radicaux au Conseil national, qu'il préside en 1910. Élu juge au Tribunal fédéral à Lausanne, il y siège de 1912 à 1932 et en devient le président de 1929 à 1930. Il prononce le discours du cinquantième anniversaire du Tribunal fédéral en 1925.
À côté de sa profession, il s'adonne à l'écriture : tour à tour poète, romancier, dramaturge, historien et critique littéraire, il est l'auteur de plusieurs recueils de poèmes, d'une quinzaine de romans, des biographies de Louis Ruchonnet et d'Eugène Rambert, de cinq pièces de théâtre et de plusieurs ouvrages d'histoire littéraire. Il écrit notamment entre 1889 et 1891 sa monumentale Histoire littéraire de la Suisse romande en deux volumes, couronnée par l'Académie française et refondue en 1903. Il sera nommé en 1909 docteur honoris causa par l'Université de Genève. Il écrit de nombreux articles dans les quotidiens Le Démocrate, dont il sera chroniqueur littéraire, La Gazette de Lausanne et la Nouvelle Revue ainsi que dans plusieurs revues juridiques, politiques et littéraires, notamment les Actes de la Société jurassienne d'émulation. Il est en outre l'auteur de Davel, poème dramatique en 5 actes joué au Théâtre municipal le 24 janvier 1898, pour le centenaire de l'indépendance vaudoise.
Il fréquente en parallèle le Cercle littéraire, l'Abbaye de l'Arc et le Cercle de Beau-Séjour, dont il prononce le discours du cinquantième anniversaire. En 1929, les autorités communales de Tramelan lui érigent un monument, réalisé par le sculpteur de Delémont Joseph Kaiser.
Après avoir été malade pendant peu de temps, il décède le 29 mai 1933 à son domicile de Lausanne, la Villa Montanelle, à l'avenue de Beaumont (actuel chemin de Verdonnet n°2). Il est enseveli le jeudi 1er juin 1933 au cimetière du Bois-de-Vaux.

## Œuvres
- Histoire littéraire de la Suisse romande des origines à nos jours, Genève 1889-1891, 2 vol. (rééd. Neuchâtel 1903; Lausanne 1990), prix Marcelin Guérin de l’Académie française en 1891
- Histoire des relations littéraires entre la France et l'Allemagne, Paris, Fischbacher, 1897, (rééd. Genève, Slatkine, 1970), prix Marcelin Guérin de l’Académie française
- Histoire du Jura bernois, Genève 1914
- Le Roi des paysans, Lausanne, 1915
- Sorbeval, roman jurassien, Lausanne 1925
- Ce que femme veut..., roman féministe, Neuchâtel, 1931.
- Anne Sentéri : Roman. Mœurs romanches, 1908
- Au cœur de la vie : Vers - Sonnets et poèmes - Petite et grande patrie, Lausanne, 1935
- Blanche Leu et autres nouvelles bernoises, Lausanne, 1913
- Le chemin qui monte : Pièce morale en deux actes, La Neuveville, 1895
- Clément Rochard : Roman de mœurs politiques suisses. La Chaux-de-Fonds, 1903
- Cœurs simples : Roman de mœurs suisses. Genève, 1894
- La course au Bonheur : Roman, Lausanne, 1923
- Davel : Poème dramatique en cinq actes, Lausanne, 1898
- Démétrius : Drame en vers: un prologue, quatre actes, six tableaux, Zurich, 1912
- La démocratie et son évolution. Berne, 1905
- Les deux Forces : Roman, Lausanne 1905
- Eugène Rambert : Sa vie, son temps et son œuvre. Lausanne, 1917
- Le flambeau : Roman, Lausanne, 1920
- Le grand jour : Roman. Lausanne, 1929
- Histoire de la litterature française hors de France, Lausanne, 1895
- Histoire littéraire de la Suisse romande des origines à nos jours, Neuchâtel, 1903
- Jours difficiles : Roman de mœurs suisses, Genève, 1896
- Là-haut sur la Montagne ... : Poèmes alpestres, Lausanne, 1921
- Louis Ruchonnet : Sa vie, son esprit, son œuvre, Lausanne, 1893
- Un magistrat républicain : le conseiller fédéral Schenk. Delémont, 1909
- Le Maître : Roman, Lausanne, 1906
- Une mère : Épisode de la guerre anglo-transvaalienne. Drame en un acte en vers. Lausanne, 1901
- Morgarten : Drame en quatre actes en vers, Lausanne, 1905
- Le peuple Roi ou Grandeur et misères de la démocratie, Lausanne, 1933
- Robert Caze : notes et souvenirs, Porrentruy, 1983, réédition
- Le roman d'un Neutre, Lausanne, 1918
- La seconde Jeunesse : Journal d'un Poète. Lausanne, 1888
- La vaudoise : Pièce en trois actes. Lausanne, 1907
- Poèmes suisses, Lausanne, 1893

## Toponymie
Il existe une rue Virgile-Rossel à Lausanne, entre le chemin de Verdonnet et l'avenue Victor-Ruffy (décision municipale de 1934, à la demande de la Société de développement La Sallaz-Vennes).